# Фемицид
Фемицид (енгл. Femicide) феминистички је термин који се у ширем смислу односи на убијање жена, мада дефиниција варира у зависности од културног контекста.
Једна од првих особа која је употребила овај термин била је феминистичка ауторка Дајана Е. Х. Расел која дефинише фемицид као „убијање жена од стране мушкараца зато што су жене.“ Неке феминисткиње приликом дефинисања термина акценат стављају на то да је сам чин убиства директно усмерен ка женама због тога што су жене, док други фемицидом сматрају и убијање жена од стране жена.
Често се доводи у питање неопходност дефинисања убиства жена којим би се оно разграничило од убиства у ширем смислу. Противници овог концепта тврде да су преко 80% убијених особа мушкарци, па према томе овај термин превелики нагласак ставља на убиства жена која су много ређа. Као алтернативни термин нуди се џендерцид, који је двосмисленији и инклузивнији, али га неке феминисткиње одбацују јер сматрају да је настао како би убиство жена остало табу тема.
Неке феминисткиње такође наводе да су мотиви који доводе до фемицида много другачији од мотива за убиство - фокус није на насиљу које се одвија на улицама, већ на насиљу које се одвија у дому.